# 崇武古城
24°52′45″N 118°55′50″E / 24.87917°N 118.93056°E
崇武古城，又称崇武守禦千戶所城，位于中华人民共和国福建省泉州市惠安县崇武镇，全国重点文物保护单位，是中国现存最完整的花岗岩滨海石城。全城周长“周圍七百八十三丈，計四裏零六步”2567公尺，南北长500公尺，东西宽300公尺，基宽5公尺，墙高7公尺，有窝铺26座，城堞1304个，箭窗1300个，總面積約 50 萬平方公尺。东西南北四面设有城门门，东西二门筑有月城。城墙上有烽火台、瞭望台和虚台。城墙有二至三层的跑马道。城内原建有捍寨、墩台、馆驿、军营和演武厅等，构成一套比较完整的军事防御体系。
惠安東偏，窮海而止，其鎮崇武。明朝初年以其爲島夷出沒之路，設千戶所，置官屯戍，以禦外護內，慮至遠也。

## 历史
- 崇武古城，建于明洪武二十年（1387年），江夏侯周德兴經略海疆，奉命抗擊倭寇而建城，是年起至洪武二十七年（1394 年）興建此城，形制為千戶所。城牆用花崗石壘砌，長 2﹒45 公里，牆高 7 公尺，有城堞、箭窗各 1300 個，26 個窩鋪，4 個城門及城垛、城樓、烽火臺等[1]。
- 明嘉靖三十七年（1558年），倭寇攻城六昼夜，城陷，生灵涂炭，劝募大修。
- 明嘉靖三十九年(1560 年)倭寇偷襲，城陷 42 天[1]。
- 明隆庆元年（1567年），福建总兵戚继光屯兵在此，兴修城防，演武练兵，建立起一套完整的军事制度和城防设施。
- 南明永曆五年(1651 年)，鄭成功據此作爲抗清基地[1]。
- 清代，崇武古城又进行了大规模的整修。
- 清代崇武古城城牆長 2455 公尺，高 7 公尺，有 1304 個城堞，四面設城門，城中置高點還建有瞭望台[1]。
- 崇武城自明永樂至清道光（1403－1850 年）間，曾作五次大修[1]。
- 到了近代﹐城防失去了原有的作用，古城被廢棄，部分城牆坍塌[1]。
- 1973年和1979年兩次修復[1]。
- 1983年到1987 年，中國國家文物局分三期撥款人民幣 70 萬元全面維修，現有城牆是按照原貌重修而成[1]。復城牆 2517 公尺、跑馬道 5374 公尺，恢復了古城原貌[4]。
- 1987年，举行“崇武古城创建六百周年纪念活动”及学术讨论会。

## 城內
在這座佔地面積僅半平方公里的軍事城堡裏有 20 多座建築各具特色的寺廟庵堂，幾十座宗祠與大宅，還有 200 多座古厝。這些建築物表現了閩南軍事城堡的社會結構，也紀錄了崇武的開發歷程。請參考以下實地勘查照片所呈現的城內情況。

## 崇武古城旅遊
目前的「崇武古城」是惠安最著名的觀光旅遊景點，也是保存最好的一座明代城池。2000年接待旅遊者15萬人次，旅遊經營收入120萬元人民幣。2001年接待旅遊者18萬人次，旅遊經營收入140萬元人民幣。2001年接待境外遊客30萬餘人次，國內遊客150多萬人次，旅遊總收入達4.12億元。2002年，全縣共接待遊客165.8萬人次，旅遊收入達5.26億元。

## 图片
- 南城门
- 城堞
- 城墙东南转角
- 东部瓮城
- 北部瓮城
- 西部瓮城
- 崇武城城墙东南角的“东海南海气象分界线”标志碑。
- 崇武城外海滨